# Ying Tung Natatorium
Das Ying Tung Natatorium ist ein Schwimmbad in Peking. Es ist Austragungsort der Spiele im Wasserball und des Schwimmwettbewerbes im Modernen Fünfkampf der Olympischen Sommerspiele 2008.
Das Ying Tung Natatorium umfasst eine Fläche von 44.635 Quadratmetern und bietet 4852 Zuschauern Platz. Es war Austragungsort der Schwimmwettbewerbe der Asienspiele 1990, wobei es aufgrund von Problemen, die Temperatur stabil zu halten, einen sehr hohen Energieverbrauch verursachte. Dieses Problem wurde im Zuge der Renovierungsarbeiten für die Olympischen Spiele beseitigt. Ein Nebengebäude für Trainingszwecke ist mit einer 1700 Quadratmeter großen Installation von Solarzellen versehen, womit der Energiebedarf der Natatoriums für die Beleuchtung und Wassererwärmung gedeckt wird.